# Paul Reinhart AG
Die Paul Reinhart AG ist ein Agrarhandelsunternehmen mit Sitz in Winterthur. Das Familienunternehmen wurde 1788 unter dem Namen «Geilinger & Blum» gegründet und gehört heute zu den weltweit wichtigsten Händlern für Baumwolle.

## Geschichte
1788 gründeten Johann Caspar Geilinger (1747–1800) und Christoph Blum (1757–1830) das Handelsunternehmen «Geilinger & Blum», das Garn und Stoffen handelte und in die Schweiz importierte. Geilingers Enkel und Ehemann der Pflegetochter Blums, Johann Caspar Reinhart (1798–1871), begann dort zu arbeiten und wurde ab 1823 Kompagnon. 1830 übernahm er das Geschäft.
Nachdem das Unternehmen 1846 in der Türkei grössere Verluste im Gewebehandel mit Baumwolltüchern und Garnen erlitten hatte und ein Jahr später der älteste Sohn Reinharts in der Türkei gestorben war, baute die «Geilinger & Cie» einen weiteren Geschäftszweig im Handel mit Rohbaumwolle aus Amerika und Ägypten auf. Das Geschäft mit den Garnen und Stoffen wurde in der Folge aufgegeben.
Der Aufschwung des Unternehmens kam mit der Einrichtung eigener Überseevertretungen, so wurde 1851 in Bombay zum Handel mit indischer Baumwolle ein eigener Aussenposten eröffnet. Johann Caspar Reinharts Sohn, Paul Reinhart (1836–1902), machte in den Jahren 1853 bis 1856 eine Lehre im Unternehmen und wurde ab 1859 gleichzeitig mit August Hahnloser (1837–1905) ebenfalls Teilhaber. 1856 übernahm die Firma das von Johann Caspar Reinharts älterem Bruder, Abraham Reinhart «zur Insel», vier Jahre zuvor gegründete Geschäft in Le Havre. Dadurch erhielt das Handelsunternehmen eine Filiale in der für den Handel mit amerikanischer und ägyptischer Baumwolle wichtigen Handelshafen. Die Filialleitung wurde von Johann Caspar Reinharts zweitem Sohn Louis Reinhart (1828–1900) übernommen, der ab 1865 ebenfalls Teilhaber am Mutterhaus wurde. 1861 spielte dem Unternehmen der Beginn des amerikanischen Sezessionskriegs in die Hände. Die damit einhergehende Preissteigerung amerikanischer Baumwolle zwangen die Abnehmer zur Umstellung auf die wegen ihrer Qualität unbeliebteren indischen Baumwollfasern. 1869 verlegte die Firma ihren Hauptsitz vom Haus zum Steinberg ins Parterre der Bank in Winterthur. 1873 folgte die Beteiligung an der Firma F.C. Baines in Alexandrien. Bereits 1875 wurde der Hauptsitz wieder verlegt, dieses Mal an die benachbarte Stadthausstrasse 8.
Das neue Obligationenrecht machte 1889 eine Umbenennung in «Paul Reinhart & Cie.» notwendig. Gleichzeitig wurde die Beteiligung in Le Havre aufgegeben, jedoch bestand mit der von da an als «Sociète d'Importation et de Comission, ancienne maison Louis Reinhart» tätigen Unternehmung weiterhin eine enge Bindung. 1894 erfolgte mit den Eintritten von Paul Reinhart-Sulzer (1869–1939) und Paul Hahnloser (1869–1910) der Eintritt der nächsten Generation als Teilhaber in die Firma. Letzterer siedelte 1899 nach Ägypten über. Ebenfalls 1899 folgte mit Arthur Busch-Reinhart, ein Schwiegersohn Paul Reinharts, der Eintritt eines weiteren Teilhabers. Im selben Jahr überliess Paul Reinhart die Firmenleitung seiner Nachfolge. Seine Linie betreibt die Paul Reinhart AG bis heute.

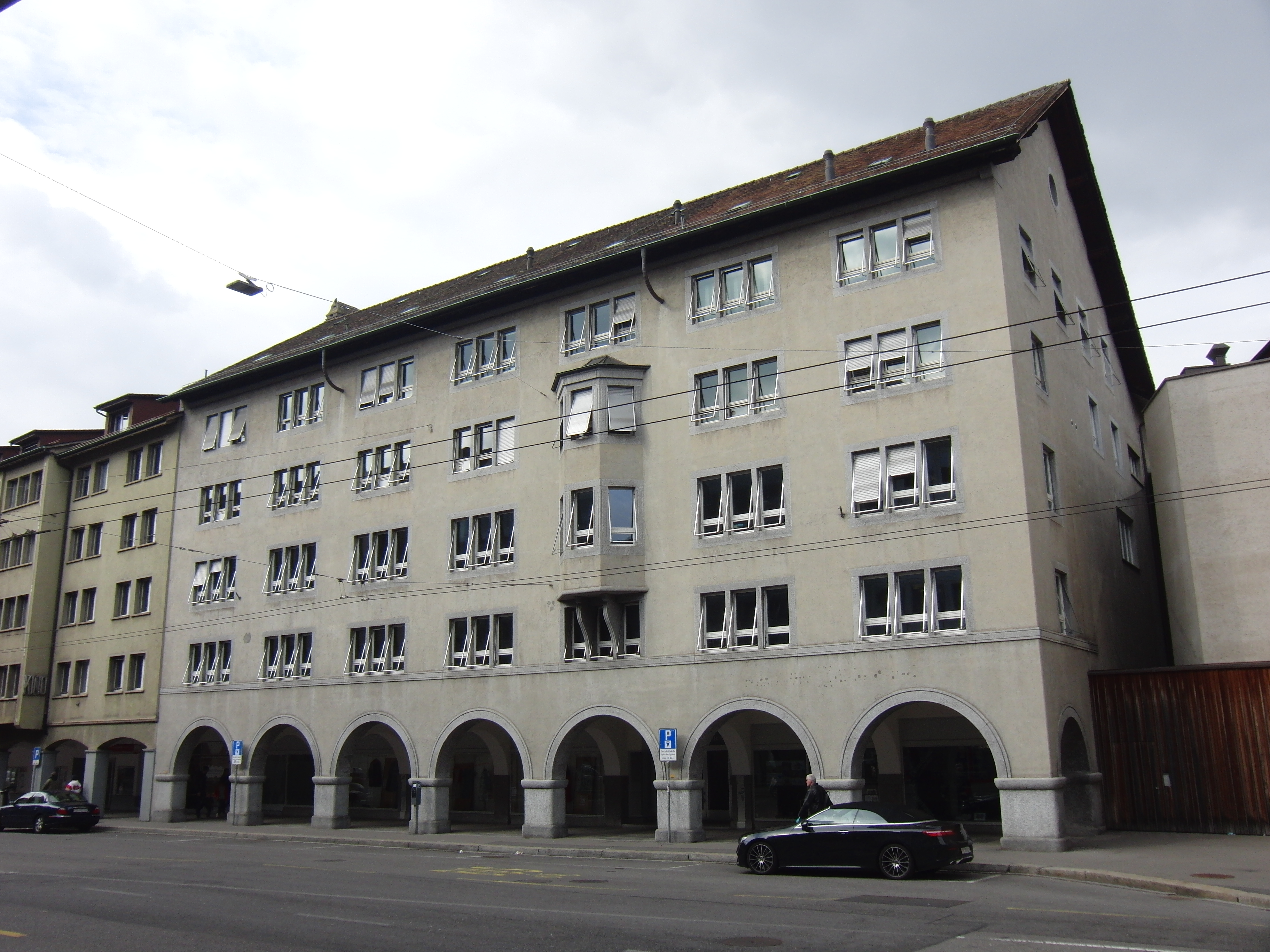
Das Geschäftshaus zum Lenzengraben, Sitz der Firma seit 1949

1900 verlegte die Firma ihren Hauptsitz der Firma an den Bahnhofplatz in den Nordflügel des Hauptpostgebäudes. Dort blieb die Firma ein halbes Jahrhundert, bevor man 1949 in das neu erbaute Geschäftshaus zum Lenzengraben an der Technikumstrasse 82 zog. 1907 erfolgt die Gründung der «Reinhart & Co.» in Alexandrien durch Paul Reinharts dritten Sohn Alfred Reinhart (1873–1935). Die Verbindung zum Winterthurer Mutterhaus wird durch das Halten gegenseitiger Beteiligungen gefestigt. 1924 tritt mit Albert Reinhart (1894–1977), dem ersten Sohn von Paul Reinhart-Sulzers, die nächste Generation in den Konzern ein. 1934 tritt der zweite Sohn, Paul Reinhart-Weber (1903–1992) sowie Carl Leohnhard Burckhardt-Reinhart (1902–1965), Schwiegersohn von Alfred Reinhart, als Teilhaber in die ägyptische Niederlassung der Firma ein. Dessen Bruder Peter Burckhardt-Reinhart (* 1904) wird 1939 Teilhaber am Schweizer Mutterhaus. Von einer zunehmenden Ausdehnung des Tätigkeitsfelds in der ersten Hälfte des 20. Jahrhunderts zeugt die Gründung weiterer Tochterfirmen in der westlichen Hemisphäre in New York City, São Paulo, Buenos Aires und Austin. In Europa wurde in Bremen eine weitere Filiale eröffnet sowie in London eine Filiale der ägyptischen «Reinhart & Co.» übernommen. Daneben beteiligte sich eine neu gegründete Lebensmittelabteilung 1944 an der Gründung der «Gefrierhaus AG» in St. Margrethen, an dem ein Zollfreilager angeschlossen war.
Schwierigkeiten im Lebensmittelgeschäft in Zusammenhang mit der Beteiligung an zwei Pariser Unternehmern, die gemäss der «Paul Reinhart & Cie.» unerwünschte Finanzgeschäfte tätigten, führte 1953 zu einer Firmenkrise. In der Folge schieden Paul Rudolf Reinhart sowie drei Prokuristen aus der Firma aus. Gerüchte bezüglich eines Zusammenhangs der Verluste mit Wetten beim Lebensmittelhandel auf eine Abwertung des französischen Francs bestritt die Firma jedoch.
1954 wurde die Firma zur «Paul Reinhart AG» umgewandelt. Die neue Geschäftsleitung setzte sich aus zwei Söhnen von Albert Reinhart zusammen, Rudolf Reinhart (* 1923) sowie Alfred Reinhart (* 1928). Die Handelstätigkeit wurde nun in die Wachstumsmärkte der Entwicklungs- und Schwellenländer ausgedehnt. Ein Ende fand auf der anderen Seite das Geschäft mit Ägypten, als 1963 die dortige «Reinhart & Co.» verstaatlicht wurde.
1987 trat mit Thomas Reinhart (* 1956), Sohn von Alfred Reinhart, die siebte Generation in den Konzern ein. 1989 folgte ihm Paul Jürg Reinhart, der das Unternehmen noch heute leitet. 1990 fasst das Unternehmen in Zentralasien Fuss. Von 1997 bis 2007 baute die Firma Beteiligungen an Entkörnungsbetrieben in West- und Südostafrika auf. In den Jahren 2010 bis 2011 wurden weitere Tochtergesellschaften in Indien und Australien sowie 2012 eine eigene Firmenabteilung in der Volksrepublik China gegründet.
2013 und 2021 traten mit Lorenz und Adrian Reinhart zwei Söhne von Jürg Reinhart in das Unternehmen ein. Die Gesellschaft diversifizierte  ihr Sortiment und begann, auch andere Nischen-Agrarprodukte wie Cashewnüsse, Sesam und Kichererbsen zu handeln.
Im Juli 2023 übernahm die Paul Reinhart AG das Kakaohandelsunternehmen Minka SCS AG.

## Tätigkeiten
Paul Reinhart gilt als sechstgrösster Baumwollhändler der Welt, mit einem Anteil von etwa fünf bis sechs Prozent am Welthandel. Nach eigenen Angaben ist das Unternehmen vor allem auf den Handel mit ELS-Baumwolle (extralanger Stapel) von der Pflanze Gossypium barbadense spezialisiert. Ausserdem handelt es mit Hülsenfrüchten, Ölsaaten, Nüssen und Kakaobohnen. Das Unternehmen betreibt weltweit mehrere Tochtergesellschaften und fünf Entkörnungsfabriken in Afrika.